# Jägerndorf (Arnstorf)

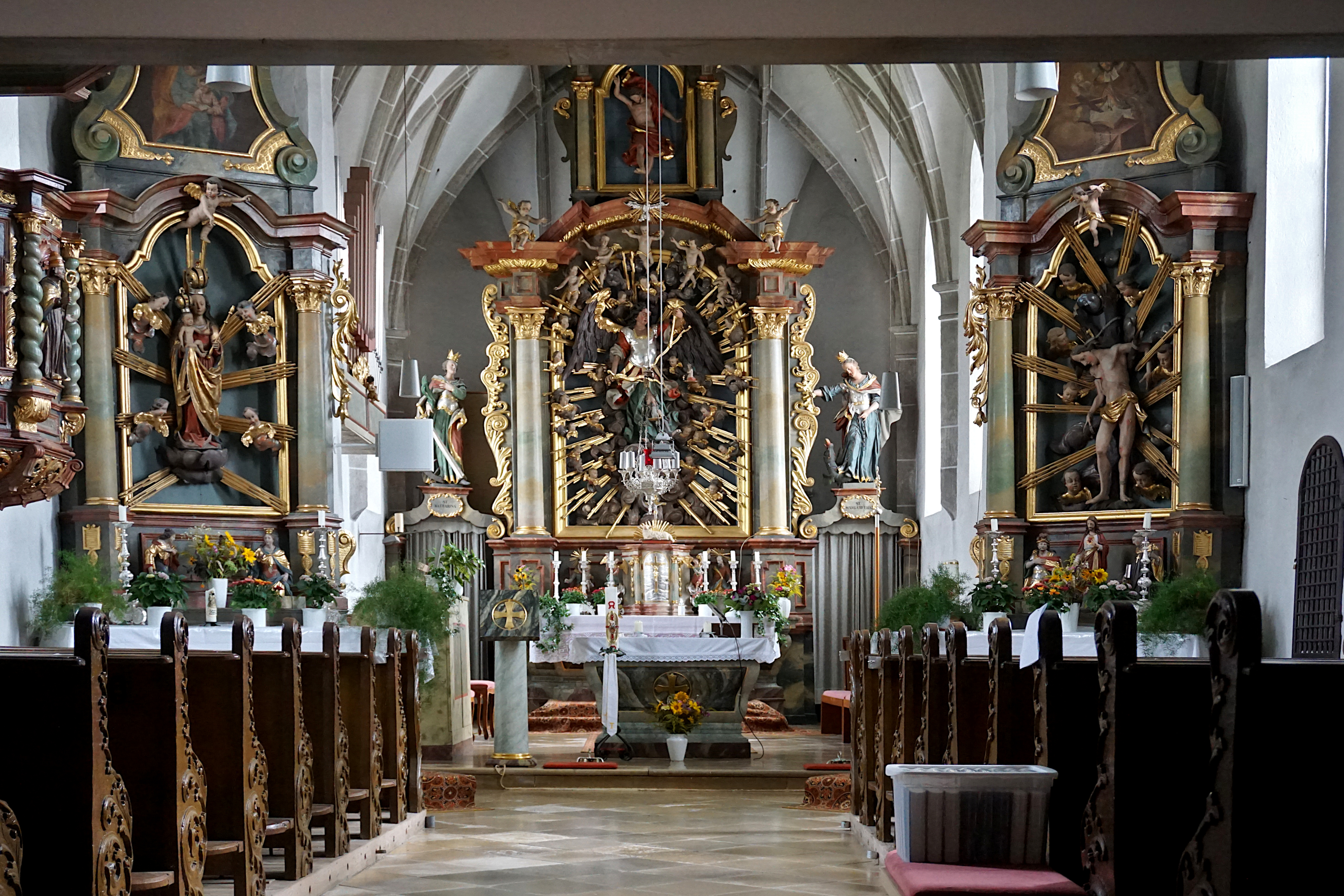
Innenraum der Kirche St. Michael

Jägerndorf ist eine ehemalige Gemeinde und ist seit 1972 ein Gemeindeteil des Marktes Arnstorf im niederbayerischen Landkreis Rottal-Inn.

## Lage
Jägerndorf liegt etwa drei Kilometer südwestlich von Arnstorf an der Staatsstraße 2115. Hier mündet der Zeller Bach in die Kollbach.

## Geschichte
Die Hofmark Uegendorf des 15. Jahrhunderts, ab dem 16. Jahrhundert Ygendorf bzw. Jegendorf genannt, war seit 1447 und endgültig seit 1457 in den Händen der Closen zu Arnstorf.
1808/10 wurde der Steuerdistrikt Jägerndorf gebildet. Bei der Gemeindebildung 1818 durch das Gemeindeedikt in Bayern setzte das Patrimonialgericht Arnstorf den Freiherrn von Closen gegenüber dem Landgericht Eggenfelden die patrimonialgerichtische Konstituierung der Gemeinden Hainberg und Jägerndorf durch. 1848 wurde das Patrimonialgericht Arnstorf aufgelöst.
Mit Verordnung vom 24. Februar 1862 wurde die Gemeinde Jägerndorf aus dem Landgericht Eggenfelden ausgegliedert und dem 1862 neu errichteten Landgericht Arnstorf zugeteilt, das zusammen mit dem Landgericht Eggenfelden das Bezirksamt Eggenfelden bildete, aus dem 1939 der Landkreis Eggenfelden hervorging. Seit Auflösung des Amtsgerichtes Arnstorf am 15. Juni 1943 gehörte die Gemeinde zum Amtsgericht Eggenfelden. Am 1. Juli 1972 wurde sie im Rahmen der Gebietsreform dem Markt Arnstorf angegliedert.
In Jägerndorf entstand 1995 in der ehemaligen Dorfschule das erste deutsche buddhistische Zentrum von Lama Gendün Rinpoche. Es wurde 2014 aufgelöst und ist in verkleinerter Form nach Heiligenberg bei Schönau umgezogen.

## Bau- und Bodendenkmäler
- Spätgotische Kirche St. Michael aus dem 15./16. Jahrhundert. Wohl im 17. Jahrhundert wurde sie barockisiert mit gleichzeitiger Erhöhung des massiven Westturms. Die Kirche, eine Filialkirche der Pfarrei Malgersdorf, enthält eine geschnitzte Marienfigur aus dem 15. Jahrhundert.
- Seelenkapelle aus dem 18. Jahrhundert
- Gasthof zum Bräu. Das stattliche Wohnhaus vom Anfang des 19. Jahrhunderts bildet eingebunden in einen Vierseithof mit einem Stadel aus der ersten Hälfte des 19. Jahrhunderts eine Baugruppe mit der Kirche.
- Burgstall etwa 2720 Meter südlich der Kirche